# Distretto di Chuave
Il distretto di Chuave, in inglese Chuave District, è un distretto della Papua Nuova Guinea appartenente alla Provincia di Chimbu. Ha una superficie di 550 km² e 32.000 abitanti (stima nel 2000)

## Geografia antropica

### Suddivisioni amministrative
Il distretto è suddiviso in tre Aree di Governo Locale:
- Chuave Rural
- Elimbari Rural
- Siane Rural